# ويلتون لوبيز
ويلتون لوبيز (بالإسبانية: Wilton López)‏ هو لاعب كرة قاعدة نيكاراغوي، ولد في 19 يوليو 1983 في ليون، نيكاراغوا في نيكاراغوا.

## وصلات خارجية
- ويلتون لوبيز على موقع دوري كرة القاعدة الرئيسي (الإنجليزية)
- ويلتون لوبيز على موقعبيزبول رفرنس.كوم (الدوري الرئيسي) (الإنجليزية)
- ويلتون لوبيز على موقعبيزبول رفرنس.كوم (الدوري الثانوي) (الإنجليزية)
- ويلتون لوبيز على موقع إي إس بي إن.كوم (أم.أل.بي) (الإنجليزية)
- ويلتون لوبيز على موقع مشجعي الرسوم البيانية (الإنجليزية)